# Jorge Daniel Cardaccio
Jorge Daniel Cardaccio (Montevideo, Uruguay, 14 de febrero de 1959) es un ex futbolista uruguayo que jugaba como centrocampista. Destacado por su participación en el Nacional de 1988, campeón de la Copa Libertadores y la Copa Intercontinental.
Es tío del también futbolista uruguayo Mathías Cardaccio, el cual también jugó en Nacional, y "heredó" el mismo apodo.Tiene una hija llamada Inés y un hijo llamado Lucas 

## Clubes
| Club                       | País      | Año       | P.J. | Goles |
| -------------------------- | --------- | --------- | ---- | ----- |
| Central Español            | Uruguay   | 1976-1977 | 27   | 2     |
| Fénix                      | Uruguay   | 1977-1978 | 19   | 3     |
| Grêmio                     | Brasil    | 1979-1980 | 57   | 5     |
| Toluca                     | México    | 1980-1983 | 209  | 10    |
| Sud América                | Uruguay   | 1984-1986 | 178  | 7     |
| Atlético San Cristóbal     | Venezuela | 1986-1987 | 18   | 1     |
| Nacional                   | Uruguay   | 1987-1992 | 254  | 32    |
| Rampla Juniors Fútbol Club | Uruguay   | 1993      |      |       |

## Palmarés

### Campeonatos regionales
| Título            | Club   | Estado             | Año  |
| ----------------- | ------ | ------------------ | ---- |
| Campeonato Gaúcho | Grêmio | Río Grande del Sur | 1979 |

### Copas internacionales
| Título                | Club     | Sede         | Año  |
| --------------------- | -------- | ------------ | ---- |
| Copa Libertadores     | Nacional | Montevideo   | 1988 |
| Copa Intercontinental | Nacional | Tokio        | 1988 |
| Recopa Sudamericana   | Nacional | Buenos Aires | 1989 |
| Copa Interamericana   | Nacional | Montevideo   | 1989 |